# Južnoamerički Indijanci
Južnoamerički Indijanci, južna grana indijanida na Južnoameričkom tlu i manjim dijelom u Antilima i jugu Srednje Amerike. Kulturno i jezčno su dosta različiti. Postoji preko stotinu jezičnih porodica, a kukturna područja uslovljena su klimatsko-geografskim prilikama.
Broj plemena koja su se pojavila kroz povijest iznosi nekoliko tisuća, od kojih su brojni nestali. O neki a se zba smo po pričama preživjelih plemena kao na području Andsa gdje su mnoga plemena kečuanizirana ili kasnije hispanizirana. 

## kulturna područja

### Ande
Najpouznatiji među njima su na Andskom području od sjevera prema jugu Čibča, Quechua (Inka), Aymara, Araukanci. Ovo su kulturno najrazvijenija plemena među američkim domorocima s razvijenim graditeljstvom, a osobito su poznati po obradi zlata i izradi zlatnih predmeta.

### Kišne šume
Između Anda, Atlantske obale, Brazilskog visočja i Gran Chaca područje je tropskih kišnih šuma u kojima su prisutni lov i riblov ali je zastupljeno i poljodjelstvo s mnogim uzgojenim kulturama kao i sakupljanje samoniklog bilja koje se koristi kako u šehrambene tako i u ritualne i medicinske svrhe od strane šamana. Plemena kišnih šuma jezično su predstavnici Kariba, Arawaka i Tupija (među najvećima).

#### Gvajansko gorje
Gvajansko gorje pripada troskoj kišnoj šumi a prostire se između Amazone i orinoca, odnoso južnu venezuelu i sve tri vajane, osim obalnog ravničastog područja, jugoistočnu Kolumbijz i susjedni sjeverni brazilski dio. Visinom se ističe planina Roraima 9.094 stope (2.772 metra), ostala brdovita područja visine su do nekoliko stotina metara, a tu se nalazi i poznati Angelovi slapovi.

### Gran Chaco
Područje Chaca prostire se na nekih 647.500 km² polupustinjskog kraja u Boliviji, Paragvaju i Argentini gdje žive plemena porodice Mataco, Lule, Vilela, Guajkuru, Maskoi, neka Guarani plemena, Zamuco i drugih, poglavito sakupljači među čime se ističe algarroba.

### Brazilska visoravan
Brazilska visoravan, izvorno nazivana Planalto Brasileiro, zauzima područje od 4,500,000 km² na visinama nižim od 3000 metara a obuhvaća Atlantski, Južni i Središnji plato. Klima je suptropska i tropskaOvaj kraj odlikuju zaravnjene visiravni, ali i gudure i strme litice. Plemena koja ovdje žive pripadaju porodici Že (Gé: Caiapós do Sul, Xakriaba, Xavante), Kaingang i Tupi, Botocudo,  kao i neke manje skupine, danas ili nestale ili kulturno asimilirane u brazilsko društvo.

## Upotreba divljeg bilja u tropskoj šumi

### Droge i otrovi
- assacú, Hura crepitans L., (porodica Euphorbiaceae), koristi se u ribolovu[1]
- ayahuasca, jaka droga koju koriste šamani s gornje Amazone; vrste Banisteriopsis caapi (Spruce ex Griseb.) Morton (B. quitensis i B. inebrians, samo su sinonimi za B. caapi.). Ostali nazivi za nju su i cayapi, hayac-huasca, huni, yagé.
- cunambí, Clibadium surinamense L., manje drvo čije se lišće koristi u ribolovu.
- curare (curarí), jaki otrov koji se koristi za premazivanje brškova strelica za puhaljke, dobiva se od lijane Strychnos toxifera R.H.Schomb. ex Lindl.
- curupa, lišće jedne vrste mimoze koje se koristi u terapeutske i magijske svrhe.
- floripondia, datura, campa, huanto, jaka opojna droga, Brugmansia arborea (L.) Steud., poznata i pod sinonimnim imenom Datura arborea
- guayusa, Ilex sp., anestetička droga šamana iz istočnog Ekvadora.
- parica, niopo, yupa, sjeme biljke Anadenanthera peregrina (L.) Speg. (sinonim Mimosa acacioides Benth.), stimulans koji se nakon što se sjeme usitni ušmrkuje.
- Phyllanthus brasiliensis (Aubl.) Poir., sinonim Phyllanthus conami Sw.; koristi se u ribolovu.
- yoco, Paullinia yoco R.E. Schult. & Killip, stimulativna droga koja se koristi u Kolumbiji.
- timbó, Paullinia pinnata L. ili Serjania sp., otrov za ribe

### Hrana i rukotvorstvo
- almecega, smola vrste Tetragastris balsamifera za potpalu vatre
- ambaíba, vrsta duda iz roda Cecropia
- anaja, palma, Attalea maripa (Aubl.) Mart., sinonim Maximiliana regia Mart., od njezinih vlakana izrađuju se rogozine, košare, šeširi, zasloni i drugo
- andiroba, Carapa guianensis Aubl., ulje sjemena ove biljke domoroci koriste protiv ugriza insekata
- angelim, Andira sp.
- Gynerium sagittatum (Aubl.) P.Beauv., sin: Gynerium saccharoides Humb. & Bonpl. za izradu strelica
- assaí, Euterpe oleracea Mart., među Indijancima uobičajena palmna od čijih se plodova radi istoimeni napitak
- Attalea butyracea (Mutis ex L.f.) Wess.Boer, sin. Attalea humboldtiana Spruce, palma s jestivim plodovima
- Attalea spectabilis Mart., palma s jestivim plodovima
- Araucaria angustifolia (Bertol.) Kuntze, sin.: Araucaria brasiliensis A. Rich., u zemlji Guaranija njezini orasi koriste se za hranu
- babassú, Attalea speciosa Mart., sin. Orbignya speciosa (Mart.) Barb.Rodr.
- bacaba palma, Oenocarpus bacaba Mart. i Oenocarpus distichus Mart.
- bactrix marajá, neka palma s jestivim plodovim
- brazilski orah, važna hrana, Bertholletia excelsa Bonpl.
- burity, murití, mirití, achua palma, Mauritia flexuosa L.f.. veoma važna uloga u životu domorodaca. Koristi se i za hranu (jestivi plodovi), od vlakana se izrađuje užad, izrada odjeće, visečih ležaljki (hamaci), pokrivanje krovova, a u trulim deblima živi jestiva larva koja je na cijeni kod tamošnjih plemena.
- bussú palma, Manicaria saccifera Gaertn., list joj je nalik na bananino, koristi se za pokrivanje krovova
- cabacinho
- cajú, Anacardium occidentale L., jestivo voće; drvo se zove cajueiro.
- camayuva trska, trska iz roda Guadua, koristi se za izadu strelica
- carayuru, pigment iz lista vrste Fridericia chica (Bonpl.) L.G.Lohmann, sin Bignonia chica Bonpl.
- Geonoma trigona (Ruiz & Pav.) A.H.Gentry, sin: Carludovica trigona Ruiz & Pav., koristi se za isradu košara
- castanha, brazilski orah: vrste Bertholletia excelsa Bonpl. i Lecythis pisonis Cambess., sin: Lecythis paraensis Huber
- cedar, Cedrela angustifolia DC., drvo koje se koristi za iradu dubljenih kanua
- cumarú, Dipteryx odorata (Aubl.) Willd., sin. 	Coumarouna odorata Aubl., začin sličan vaniliji
- cupuassú, Theobroma grandiflorum (Willd. ex Spreng.) K.Schum., biljka srodna kakaou
- curauá, biljka iz porodice bromeliaceae, iz čijeg lišća se dobivaju vlakna za izradu hamaka i užadi.
- curua piranga, Attalea spectabilis Mart., sa sjemenkama koje daju ulje, a lišće služi za pokrivanje krovova. Attalea monosperma Barb.Rodr. jedan je njezin sinonim
- embira, jedndna biljka iz roda Couratari čija se vlakna koriste za izradu hamaka, užadi i tetiva za luk.
- Euterpe oleracea, palma s jestivim plodovima
- Chlorocardium rodiei (Schomb.) Rohwer, H.G.Richt. & van der Werff, sinonim Nectandra rodioei R.H. Schomb., nazivana ui greenheart
- guaraná, Paullinia cupana Kunth koristi se za napitke ,sjeme se koristi i u medicini; Paullinia sorbilis Mart. je sinonim
- Hymenaea courbaril L., smola se koristi kao glazura u lončarstvu
- iacareva, rod Calophyllum, za izradu kanua
- itáuba, uobičajen naziv za 3 vrste drveća iz porodice Lauraceae iz kojih se izrađuju čamci i kanui, to su Ocotea megaphylla (Meisn.) Mez, Mezilaurus ita-uba (Meisn.) Taub. ex Mez /sin. Silvia ita-uba (Meisn.) Mez/ i Mezilaurus lindaviana Schwacke & Mez /sin. Silvia duckei (A. Samp.) A. Samp./
- jabotá, Chamaecrista cytisoides var. blanchetii (Benth.) H.S.Irwin & Barneby /sin. Cassia blanchetii Benth./, drvo iz čije se kore izrađuju kanui
- jatahy, drvo iz čije se kore izrađuju kanui
- jauary, Astrocaryum jauari Mart., palma iz koje se izrađuju tipiti cijevi za manioku, hamaci, hasure i drugo
- jerimú, jerimum, voće drveta serimuzeiro
- manga, mango, Mangifera indica L., voće mangovog drveta
- masaranduba, Manilkara excelsa (Ducke) Standl., sinonim. Mimusops excelsa Ducke, drvo s jestivim plodovima
- Moronobea coccinea Aubl., iz soka ovog drveta izrađuju se ljepila
- palo de balsa, Ochroma spp, balsa, lagano drvo za izradu istoimenih plovila
- pau d'arco, Tecoma sp., za izradu lukova
- paxiuba palma, pashiuba, Iriartea deltoidea Ruiz & Pav., sin. Iriartea ventricosa Mart., koristi se kora za različite svrhe
- Brosimum guianense (Aubl.) Huber ex Ducke, sin Brosimum aubletii Poepp. & Endl., za izradu lukova
- pequí, pequiá, piquiá, Caryocar villosum (Aubl.) Pers., kuhane sjemenke su jestive
- tauari = embira
- Protium heptaphyllum (Aubl.) Marchand, koristi se smola
- tucumã, komercijalno značajna palma, vlakna za tekstil, jestivi plodovi, izrada konopaca, hamaka, šešira. Vrste: Astrocaryum tucuma Mart., Bactris setosa Mart.
- urucarí palma Attalea phalerata Mart. ex Spreng., sin.  Attalea excelsa Mart. ex Spreng.

## Vanjske poveznice
- Classificação lingüístico-etnológica das tribos indígenas do Pará
- The Land of the Amazons
- Handbook of South American Indians 1
- Handbook of South American Indians 2
- Handbook of South American Indians 3
- Handbook of South American Indians 4
- Handbook of South American Indians 5
- Handbook of South American Indians 6
- Handbook of South American Indians Index